# Alistra
Genre
Synonymes
- Aviola Simon, 1898
- Bigois Simon, 1898
- Nannonymphaeus Rainbow, 1920
- Tawerana Forster, 1970

Alistra est un genre d'araignées aranéomorphes de la famille des Hahniidae.

## Distribution
Les espèces de ce genre se rencontrent en Océanie, en Asie et à La Réunion.

## Liste des espèces
Selon World Spider Catalog (version 22.0, 14/05/2021) :
- Alistra annulata Zhang, Li & Zheng, 2011
- Alistra astrolomae (Hickman, 1948)
- Alistra berlandi (Marples, 1955)
- Alistra centralis (Forster, 1970)
- Alistra hamata Zhang, Li & Pham, 2013
- Alistra hippocampa Zhang, Li & Zheng, 2011
- Alistra inanga (Forster, 1970)
- Alistra longicauda Thorell, 1894
- Alistra mangareia (Forster, 1970)
- Alistra mendanai Brignoli, 1986
- Alistra myops (Simon, 1898)
- Alistra napua (Forster, 1970)
- Alistra opina (Forster, 1970)
- Alistra personata Ledoux, 2004
- Alistra pikachu Lin & Li, 2021
- Alistra pusilla (Rainbow, 1920)
- Alistra radleyi (Simon, 1898)
- Alistra reinga (Forster, 1970)
- Alistra stenura (Simon, 1898)
- Alistra sulawesensis Bosmans, 1992
- Alistra taprobanica (Simon, 1898)
- Alistra tuna (Forster, 1970)

## Publication originale
- Thorell, 1894 : « Förteckning öfver arachnider från Java och närgrändsande öar, insamlade af Carl Aurivillius; jemte beskrifningar å några sydasiatiska och sydamerikanska spindlar. » Bihang till Kungliga Svenska Vetenskaps-Akademiens Handlingar, vol. 20, no 4, p. 1-63 (texte intégral).